# Hulodes gravata
Hulodes gravata är en fjärilsart som beskrevs av Louis Beethoven Prout 1932. Hulodes gravata ingår i släktet Hulodes och familjen nattflyn. Inga underarter finns listade i Catalogue of Life.